# Palsa

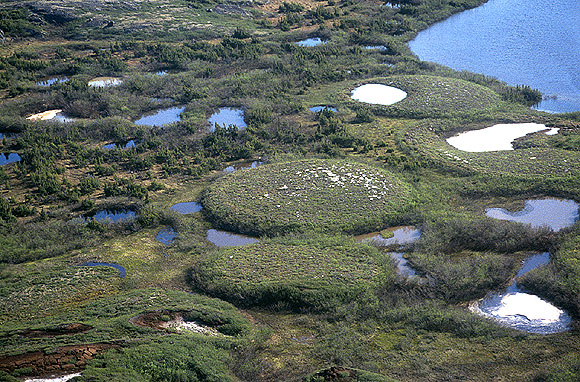
Jól fejlett palsák egy csoportja (felülről nézve)

A palsa földtani képződmény, tőzeghalom, amelynek magját állandóan fagyott tőzeg és ásványi talaj alkotja. Tipikus jelenség nem-folyamatos permafroszt környezetben az arktikus régióban. A pingóhoz hasonló, de annál kisebb, általában 2-3 méter magas, 45 méter átmérő körüli nagyságú, de akár a 12 méteres magasságot és a 150 méteres átmérőt is elérheti.
A száraz tőzeg jó szigetelő, de a nedves, és főként a fagyott tőzeg jobban vezeti a hőt, tehát télen a hideg a mély tőzegrétegekig le tud hatolni, és a hő könnyebben áramlik fel innen. Míg a száraz tőzeg a palsa felszínén szigeteli a fagyott belső magot, és ezáltal megakadályozza a felolvadását nyáron.
Gyakran vizes élőhelyeken találhatóak, tőzeglápos részeken, nyílt vízmedencékkel és különböző fejlődési állapotban levő palsákkal tarkítva.

## Kialakulása
A palsák kialakulása kis felszíni rendellenességekkel kezdődik egy sásos mocsárban. Már egészen kis kiemelkedés is befolyásolja a hó összegyülemlését, innen a havat lefújja szél vagy lecsúszik, és az alacsonyan fekvő mélyedésekben gyűlik össze, így a magasabb pontokon kevesebb hó marad. Mivel a hó szigetelő takaróként működik, ezek a magasabb részek hidegebbek lesznek, a hideg behatol ide, és jégmagok alakulnak ki bennük. Ahogy a jég képződik, kitágul, és még magasabbra tolja  a buckát, ezáltal még kevesebb hó marad rajta, és még hidegebb lesz, így a palsa képződése egy öngerjesztő folyamat.
Mivel a szigetelő száraz tőzeg miatt a jégmag nyáron sem olvad el, évekig, akár évszázadokig tud növekedni.
Ahogy nő a palsa magassága, a vízelvezetése javul, a felszín szárazabbá válik, ezután zuzmóvegetáció jelenhet meg rajta. Sok zuzmó fehér vagy halványszürke, ezek visszaverik a fényt és hűvösen tartják a palsát nyáron. Idővel törpecserjék váltják fel a zuzmókat, amelyek sötétebb színűek, több hőt nyelnek el a napsugárzásból. Ez és a halom növekvő magassága a felszíni talaj eróziójához vezet, ami által előbukkan a fő alkotó tőzeg. A tőzeg sötétebb színű, még több hőt vesz fel, ez pedig a jégmag elolvadását eredményezi. A mag elég gyorsan összeomlik, és egy nyílt vízmedence marad a helyén, elérhetővé válik hogy a sásfélék újrakolonizálják, és az egész folyamat kezdődik elölről.

## Fordítás
- Ez a szócikk részben vagy egészben  a   Palsa című angol Wikipédia-szócikk ezen változatának fordításán alapul.  Az eredeti cikk szerkesztőit annak laptörténete sorolja fel. Ez a jelzés csupán a megfogalmazás eredetét és a szerzői jogokat jelzi, nem szolgál a cikkben szereplő információk forrásmegjelöléseként.